# Louis de Lesclache
Louis de Lesclache (* 1600 in der Auvergne; † 17. August 1671 in Lyon) war ein französischer Grammatiker und Philosoph.

## Leben
Louis de Lesclache stammte aus dem (heute verschwundenen) Auvergne-Dorf L’Esclache. Er hielt von 1633 bis 1669 in Paris und Lyon öffentliche Vorlesungen in französischer Sprache und veröffentlichte von 1648 bis 1670 mehrere Werke, in denen er den Anspruch erhob, die Philosophie verständlich zu erklären und dies insbesondere dem wissbegierigen weiblichen Publikum, von dessen Existenz auch Molières Stück Die gelehrten Frauen (Les femmes savantes, 1672) zeugte. Daneben versuchte er sich vergeblich als Rechtschreibreformer. Erst 2012 erschien seine nachgelassene Rhetorik.

## Werke (Auswahl)
- La philosophie divisée en cinq parties. 2 Bde. C. Chastellain, Paris 1648–1650.
- La Philosophie particulière, combattüe par celle de l’École. Où l’on examine les discours & les tables d’un philosophe de ce temps. A. de Sommaville, Paris 1650.
- La Philosophie, expliquée en tables. Paris 1651–1656. Garcin, Marseille 1675.
- La Philosophie morale divisée en quatre parties. Paris 1655.
- La Philosophie. Logique. Science générale. Physique. Philosophie morale. Théologie naturelle. 9 Bde. L. Rondet, Paris 1656–1666.
- L’art de discourir des passions, des biens et de la charité. Ou une méthode courte, et facile, pour entendre les tables de la philosophie. Paris 1660, 1665, 1670.
- Les Fondements de la religion chrétienne, ou les Ordres de Dieu qui font reluire sa sagesse et sa bonté. Paris 1663.
- L’Ordre des principales choses dont il est parlé dans la philosophie. Paris 1666.
- Les Avantages que les femmes peuvent recevoir de la philosophie, et principalement de la morale. Ou L’abrégé de cette science. Paris 1667.
- Les Véritables règles de l’ortografe francèze, ou l’Art d’aprandre an peu de tams à écrire côrectemant. Paris 1668. Slatkine, Genf 1972.
- Abréjé des Fondemans de la relijion crétiéne, où les Ordres de Dieu, qui font reluire sa sajése è sa bontè, è les principales chozes que nous devons éviter ou pratiquer pour mériter la vie éternèle, dialogues antre Filocriste è Timante. Gayet, Lyon 1670.
- La rhétorique ou L’éloquence française. Manuscrit inédit découvert par Odile Le Guern et publié par Michel Le Guern. Classiques Garnier, Paris 2012.